# Вінницьке шосе (Хмельницький)
Вінницьке шосе — магістральна вулиця Хмельницького. Воно є продовженням проспекту Миру, простягнулось від автовокзалу №1 через весь мікрорайон Лезневе до виїзду з міста у східному напрямку на Вінницю (звідси й назва).

## Історія
До 1976 року, поки Лезневе було окремим селом, вулиця носила ім'я Леніна та була центральною у цьому селі. Після приєднання Лезневого до Хмельницького міськвиконком вирішив змінити назви вулиць, що повторюються, на інші. Того року вулиця отримала назву Вінницьке шосе.

## Назва вулиці
Вінниця — обласний центр України, розташований в 120 км на схід від Хмельницького, на річці Південний Буг.

## Автовокзал
Вінницьке шосе, 23. Міжміський автовокзал. Збудований на північно-східній околиці міста в 1989 рік. Він став одним із найбільших та найкращих за оригінальним архітектурним рішенням в Україні.